# Juan Canaro
Juan Canaro (* 23. Juni 1893 in San José de Mayo; † 16. März 1977 in Mar del Plata, Argentinien) war ein uruguayischer Bandoneonist, Bandleader und Tangokomponist.

## Leben und Wirken
Canaro erlernte die ersten Grundbegriffe des Bandoneonspiels von seinem Freund Vicente Fiorentino und hatte seinen ersten Auftritt mit diesem und dem Gitarristen Luis Martínez. 1913 unternahm er mit seinem Bruder Rafael eine Tournee durch Argentinien. 1914 trat er mit Samuel Castriota bei den Karnevalsbällen in Santos Lugares auf. Hierauf reiste er nach Montevideo und wurde als Nachfolger von Genaro Nerón Domínguez Nachfolger im Trio des Pianisten Pascual Cardarópoli (mit dem Geiger Federico Lafemina). Von Cardarópoli erhielt er eine profunde Musikausbildung in den Bereichen Solfège, Musiktheorie und Partiturlesen. Später spielte er in Montevideo als Nachfolger José Quevedos im Trio Carlos Warrens (mit dem Geiger José Bondino) und im Quintett Enrique Delfinos (mit den Geigern Eduardo Monelos und Miguel La Salvia und dem Bandoneonisten Alberto Rodríguez).
Nach seiner Rückkehr nach Buenos Aires spielte er beim Karneval 1917 in der Gruppe Manuel Pizarros. Danach war er bis 1922 erstmals Mitglied im Orchester seines Bruders Francisco Canaro, dem zu dieser Zeit Julio Doutry, José Martínez, Osvaldo Fresedo und Leopoldo Thompson angehörten. Er gründete dann sein erstes eigenes Orchester. Dieses bestand aus seinem Bruder Humberto am Klavier, Canaro selbst und Roque Biafore am Bandoneon, den Geigern Rafael Tuegols und Antonio Buglione und dem Kontrabassisten Rodolfo Duclós. 1924 kehrte er zum Orchester seines Bruders Francisco zurück, mit dem er im Folgejahr nach Europa reiste. Nach der Rückkehr Franciscos nach Argentinien übernahm er mit seinem Bruder Rafael die Leitung von dessen Orchester in Frankreich.
1928 trat er in Buenos Aires im Tabarís mit dem Pianisten José Tinelli, den Geigern Adolfo Muzzi und Ateo Dapiaggi, dem Bassisten Hugo Baralis und dem Bandoneonisten Alberto Cima auf. Nachdem er nochmals im Orchester Franciscos gespielt hatte, arbeitete er ab 1930 nur noch mit eigenen Orchestern. 1931 entstanden seine ersten Aufnahmen als Bandleader beim Label Victor. 1935 unternahm er mit seinem Orchester eine Tournee durch Brasilien und Uruguay und trat beim Carlos-Gardel-Wettbewerb in Montevideo mit dem Sänger Aldo Campoamor auf. Von 1940 bis 1942 unternahm er eine große Amerikatournee. Nach Japan reiste er erstmals 1954 mit dem Pianisten Osvaldo Tarantino den Bandoneonisten Alfredo Marcucci, Arturo Penón und Ramón Torreira, den Geigern Hugo Baralis, Emilio González und Enri Balestro, dem Kontrabassisten Rufino Arriola, den Sängern María de la Fuente und Héctor Insúa und den Tänzern Julia und Lalo Bello. 1958 unternahm er eine weitere Japantournee. Danach ließ er sich in Mar del Plate nieder.

## Kompositionen
- El pangaré
- Mano brava
- Ahí va el dulce
- Delirio
- Los Treinta y Tres (Text von Jesús Fernández Blanco)
- La noche que me esperes